# جنگل و استپ جنگلی کوهستانی آلتای
منطقه اکولوژیکی جنگل‌های کوهستانی و استپ‌های جنگلی آلتای (شناسه ووف: پی آ ۰۵۰۲) بخش‌هایی از کمربند جنگلی زیر آلپی در کوه‌های آلتای را پوشش می‌دهد و از منطقه مرزی که روسیه، قزاقستان، مغولستان و چین به هم می‌رسند، عبور می‌کند. این منطقه از تنوع زیستی بالایی برخوردار است، زیرا در مناطق گذار بین مناطق اکولوژیکی، ارتفاعات و مناطق آب و هوایی مختلف قرار دارد. این منطقه در قلمرو پالئارکتیک با آب و هوای نیمه خشک سرد قرار دارد. این منطقه ۳۵٬۱۹۹٬۹۹۸ کیلومتر مربع (۱۳٬۵۹۰٬۷۹۵ مایل مربع) پوشش می‌دهد. .

## مکان و توضیحات
این منطقه اکولوژیکی ۱۵۰۰ کیلومتر امتداد دارد، از رشته‌کوه بلوخ کوه‌های آلتای در مرز روسیه و قزاقستان در شمال غربی، تا گبی-آلتای در مغولستان در جنوب شرقی. این پهنه وسیع شامل چشم‌اندازهای متنوعی از دره‌های مرتفع، دامنه‌های جنگلی، و استپ‌های خشک است که زیستگاه گونه‌های نادر گیاهی و جانوری محسوب می‌شود. تنوع ارتفاع و اقلیم در این منطقه، شرایطی منحصربه‌فرد برای شکل‌گیری اکوسیستم‌های پیچیده فراهم کرده و آن را به یکی از مهم‌ترین مناطق حفاظت‌شده در آسیای مرکزی تبدیل کرده است. این منطقه اکولوژیکی در ارتفاعات نیمه‌آلپی از میان آلتای عبور می‌کند و قله‌های آلپی بالا و دریاچه‌ها و دره‌های پایین را از خود به جا می‌گذارد. در جنوب آلتای، مناطق سرد و خشک آسیای مرکزی و در شمال آن جنگل‌ها و تالاب‌های سیبری قرار دارند.

## آب و هوا
به دلیل فاصله ارتفاعی از اقیانوس، این منطقه اکولوژیکی دارای آب و هوای نیمه خشک سرد است (سامانه طبقه‌بندی اقلیمی کوپن بی اس ک). این نشان دهنده آب و هوای محلی است که با تابستان‌های خنک و زمستان‌های سرد و خشک مشخص می‌شود. این مناطق آب و هوایی معمولاً در ارتفاعات بالاتر در وسط قاره‌ها یافت می‌شوند و تفاوت‌های زیادی بین دمای روز و شب دارند. وزش بادهای کوهستانی و کمبود رطوبت نسبی نیز از دیگر ویژگی‌های اقلیمی این ناحیه به‌شمار می‌روند.

## فلورا
نوارهایی از جنگل‌های مخروطی معمولاً در دامنه‌های شمالی خنک‌تر و مرطوب‌تر کوه‌ها یافت می‌شوند و پوشش گیاهی استپی-بیابانی در دامنه‌های جنوبی غالب است. این تفاوت پوشش گیاهی ناشی از جهت‌گیری دامنه‌ها، میزان دریافت نور خورشید و الگوهای بارندگی منطقه است. جنگل‌های جنوب شرقی منطقه شامل توده‌های کاج اروپایی و کاج-سدر است. علف‌های ارتفاعات میانی تحت سلطهٔ فسکوی توندرا علف بره (سرده) و علف چمنزار (کولریا ماکرانتا) هستند. پوشش گیاهی استپی-بیابانی در جنوب اغلب شامل علف پَر اروپایی (استپی دائمی)، پیاز وحشی (آلیوم پلی‌ریزوم)، آسمانی (سرده) و درمنهٔ حاشیه‌دار (علف جگن دشتی) است. با این حال، این فقط یک فهرست نمونه است، زیرا تنوع زیستی در این منطقه بسیار زیاد است. فدراسیون جهانی حیات وحش خاطرنشان می‌کند که بومی بودن این منطقه (۱۲٪) بیشتر از پیرنه یا آلپ است.

## جانوران
ارتفاعات میانی آلتای، به عنوان منطقه‌ای که گونه‌های جنگلی از شمال و گونه‌های جنوبی از جنوب به هم می‌رسند، تعداد زیادی از گونه‌ها را در خود جای داده است. پرشمارترین پستانداران کوچک جنوبی، موش خرمای خاکستری (مارموتا بایباسینا)، موش خرمای تارباگان (م. سیبیریکا) و خرگوش‌های کوچک (خرگوش‌سانان) (خرگوش‌ها، خرگوش‌های صحرایی و پیکاها) هستند. این منطقه زیستگاه چندین گونه در معرض خطر جهانی، مانند پلنگ برفی است.

## محافظت‌ها
مناطق حفاظت‌شده رسمی در منطقه اکولوژیکی عبارتند از:
- ذخیره‌گاه طبیعی کاتون ("کاتونسکی"). یک منطقه حفاظت‌شده اکولوژیکی دقیق از نظر آی یو سی ان با کلاس لا (منطقه حفاظت‌شده زاپوودنیک) واقع در بخش شمال غربی منطقه اکولوژیکی جنگل‌های کوهستانی آلتای و استپ‌های جنگلی، در شمال مرز روسیه و قزاقستان. این ذخیره‌گاه طبیعی در ارتفاعات کوه‌های آلتای مرکزی قرار دارد؛ رودخانه کاتون که از دامنه‌های آن سرازیر می‌شود، سرچشمه‌های رودخانه اوب را تشکیل می‌دهد. (مساحت: ۱۵۰٬۰۷۹ کیلومتر مربع).
- پارک ملی مونخخیرخان. یک پارک ملی در مغولستان که دومین کوه بلند مغولستان، کوه مونخخیرخان با ارتفاع ۴٬۳۶۲ متر (۱۴٬۳۱۱ فوت) پوشش می‌دهد. (مساحت: ۵۰۶۱ کیلومتر مربع).